# Довгопільська сільська рада (Верховинський район)
| Довгопільська сільська рада — орган місцевого самоврядування у Верховинському районі Івано-Франківської області з адміністративним центром у селі Довгополе. Водоймища на території, підпорядкованій даній раді: річка Білий Черемош. 12 серпня 1952 р. Жаб’євський райвиконком ліквідував Полянківську сільраду з приєднанням її до Довгопільської сільради. Згідно з переписом УРСР 1989 року чисельність наявного населення сільської ради становила 1278 осіб, з яких 604 чоловіки та 674 жінки. За переписом населення України 2001 року в сільській раді мешкало 1350 осіб. Сільській раді підпорядковані населені пункти: - с. Довгополе - с. Кохан - с. Полянки |          |
| Мова | Відсоток |
| українська | 99,78 %  |
| російська | 0,22 %   |

## Склад ради
Рада складається з 15 депутатів та голови.

### Керівний склад ради
| ПІБ                     | Основні відомості                                                 | Дата обрання | Дата звільнення |
| ----------------------- | ----------------------------------------------------------------- | ------------ | --------------- |
| Джуряк Дмитро Дмитрович | Сільський голова, 1956 року народження, освіта, безпартійний      | 26.03.2006   | 31.10.2010      |
| Джуряк Дмитро Дмитрович | Сільський голова, 1956 року народження, освіта вища, безпартійний | 31.10.2010   |                 |

Примітка: таблиця складена за даними джерела